# Pallavolo ai Giochi della XXXI Olimpiade - Qualificazioni al torneo maschile (CSV)
Le qualificazioni sudamericane di pallavolo maschile ai Giochi della XXXI Olimpiade si sono svolte dal 9 all'11 ottobre 2015 a Maiquetía, in Venezuela: al torneo hanno partecipato quattro squadre nazionali sudamericane e la prima classificata si è qualificata per i Giochi della XXXI Olimpiade.

## Impianti
|                                                                        |  |  |
|                                                                        |  |  |
| Domo José María Vargas Città: Maiquetía Capienza: - Anno d'apertura: - |  |  |

## Regolamento

### Formula
Le squadre hanno disputato un'unica fase con formula del girone all'italiana.

### Criteri di classifica
Se il risultato finale è stato di 3-0 o 3-1 sono stati assegnati 3 punti alla squadra vincente e 0 a quella sconfitta, se il risultato finale è stato di 3-2 sono stati assegnati 2 punti alla squadra vincente e 1 a quella sconfitta.
L'ordine del posizionamento in classifica è stato definito in base a:
- Numero di partite vinte;
- Punti;
- Ratio dei set vinti/persi;
- Ratio dei punti realizzati/subiti;
- Risultati degli scontri diretti.

## Squadre partecipanti
| Squadra   | Qualificazione      |
| --------- | ------------------- |
| Argentina | Wild card           |
| Cile      | Wild card           |
| Colombia  | Wild card           |
| Venezuela | Paese organizzatore |

## Torneo

### Risultati
| 9 ottobre 2015 Domo José María Vargas, Maiquetía Durata: ? - Spettatori: ?      | Argentina | 3 - 0 | Colombia  | 25-13, 25-19, 25-13               |
| 9 ottobre 2015 Domo José María Vargas, Maiquetía Durata: ? - Spettatori: ?      | Cile      | 2 - 3 | Venezuela | 18-25, 21-25, 25-20, 27-25, 11-15 |
| 10 ottobre 2015 Domo José María Vargas, Maiquetía Durata: ? - Spettatori: ?     | Argentina | 3 - 0 | Cile      | 25-22, 25-17, 25-19               |
| 10 ottobre 2015 Domo José María Vargas, Maiquetía Durata: ? - Spettatori: ?     | Venezuela | 3 - 1 | Colombia  | 25-19, 25-22, 23-25, 31-29        |
| 11 ottobre 2015 Domo José María Vargas, Maiquetía Durata: ? - Spettatori: ?     | Colombia  | 2 - 3 | Cile      | 36-34, 20-25, 18-25, 30-28, 10-15 |
| 11 ottobre 2015 Domo José María Vargas, Maiquetía Durata: ? - Spettatori: 5 000 | Venezuela | 2 - 3 | Argentina | 12-25, 25-22, 12-25, 27-25, 12-15 |

### Classifica
| Pos | Squadra   | Pt | G | V | P | SV | SP | Ratio | PF  | PS  | Ratio |
| --- | --------- | -- | - | - | - | -- | -- | ----- | --- | --- | ----- |
| 1   | Argentina | 8  | 3 | 3 | 0 | 9  | 2  | 4.500 | 264 | 192 | 1.375 |
| 2   | Venezuela | 6  | 3 | 2 | 1 | 8  | 6  | 1.333 | 302 | 311 | 0.971 |
| 3   | Cile      | 3  | 3 | 1 | 2 | 5  | 8  | 0.625 | 287 | 299 | 0.959 |
| 4   | Colombia  | 1  | 3 | 0 | 3 | 3  | 9  | 0.333 | 254 | 306 | 0.830 |

## Classifica finale
| Pos | Squadra   | Qualificazione                               |
| --- | --------- | -------------------------------------------- |
|     | Argentina | Giochi della XXXI Olimpiade                  |
|     | Venezuela | Torneo di qualificazione mondiale (girone A) |
|     | Cile      | Torneo di qualificazione mondiale (girone B) |
| 4   | Colombia  |                                              |

## Premi individuali
| Premio                | Nome              | Squadra   |
| --------------------- | ----------------- | --------- |
| MVP                   | Sebastian Gervert | Cile      |
| Miglior palleggiatore | Luciano De Cecco  | Argentina |
| Miglior opposto       | Kervin Piñerúa    | Venezuela |
| Miglior schiacciatore | Facundo Conte     | Argentina |
| Miglior schiacciatore | Ezequiel Palacios | Argentina |
| Miglior centrale      | Sebastián Solé    | Argentina |
| Miglior centrale      | Iván Márquez      | Venezuela |
| Miglior libero        | Facundo Santucci  | Argentina |